# Campeonato de Francia de Rugby 15 1957-58
El Campeonato de Francia de Rugby 15 1957-58 fue la 59.ª edición del Campeonato francés de rugby.
El campeón del torneo fue el equipo de FC Lourdes quienes obtuvieron su sexto campeonato.

## Desarrollo

### Segunda Fase
| - Lourdes - Biarritz - Carmaux - Paris Université Club - Auch - Cahors - Bègles - Orthez - Racing - Tulle - Cognac - Grenoble - Chambéry - Saint-Sever - Soustons - Saint-Girons | - Vichy - Stadoceste - Graulhet - Toulouse Olympique EC - Romans - Vienne - Lyon OU - Lavelanet - Périgueux - Toulouse - Montauban - Montferrand - Mont-de-Marsan - Brive - La Rochelle - Aurillac |

| - Angoulême - Perpignan - Pau - La Voulte - Béziers - Narbonne - Tyrosse - Montélimar - Dax - Bayonne - Agen - Mazamet - Castres - Bergerac - Stade Niortais - Touloun |

### Dieciseisavos de final
| 1958 | Lourdes | 27 - 3 | Biarritz |  |  |

| 1958 | Toulouse Olympique EC | 3 - 0 | Cognac |  |  |

| 1958 | Toulouse | 8 - 6 | La Voulte |  |  |

| 1958 | Béziers | 6 - 3 | Montauban |  |  |

| 1958 | Mont-de-Marsan | 16 - 3 | Chambéry |  |  |

| 1958 | Pau | 9 - 6 | Romans |  |  |

| 1958 | Perpignan | 11 - 5 | Dax |  |  |

| 1958 | Agen | 8 - 3 | Castres |  |  |

| 1958 | Mazamet | 37 - 0 | Vichy |  |  |

| 1958 | Bayonne | 18 - 9 | Carmaux |  |  |

| 1958 | Grenoble | 14 - 9 | Stadoceste |  |  |

| 1958 | Tulle | 3 - 0 | Cahors |  |  |

| 1958 | Paris Université Club | 17 - 3 | Graulhet |  |  |

| 1958 | Vienne | 6 - 0 | Auch |  |  |

| 1958 | Racing | 6 - 3 | Montferrand |  |  |

| 1958 | Périgueux | 5 - 0 | Angoulême |  |  |

### Octavos de final
| 1958 | Lourdes | 13 - 3 | Toulouse Olympique EC |  |  |

| 1958 | Béziers | 13 - 8 | Toulouse |  |  |

| 1958 | Pau | 3 - 0 | Mont-de-Marsan |  |  |

| 1958 | Perpignan | 5 - 3 | Agen |  |  |

| 1958 | Mazamet | 11 - 3 | Bayonne |  |  |

| 1958 | Grenoble | 6 - 6 | Tulle |  |  |

| 1958 | Paris Université Club | 15 - 12 | Vienne |  |  |

| 1958 | Périgueux | 6 - 5 | Racing |  |  |

### Cuartos de final
| 1958 | Lourdes | 8 - 0 | Béziers |  |  |

| 1958 | Pau | 11 - 8 | Perpignan |  |  |

| 1958 | Mazamet | 14 - 0 | Grenoble |  |  |

| 1958 | Paris Université Club | 16 - 9 | Périgueux |  |  |

### Semifinal
| 1958 | Lourdes | 13 - 6 | Pau |  |  |

| 1958 | Mazamet | 18 - 6 | Paris Université Club |  |  |

### Final
| 18 de mayo de 1958 | FC Lourdes | 25 - 8  | SC Mazamet | Stade de Toulouse, Toulouse |  |
|                    |            | Reporte |            |                             |  |

| Bandera de Francia |
| Campeón FC Lourdes |
| Sexto título       |